# Orbán Edit (festő)
Orbán Edit, Miklosovitsné (Szigetvár, 1943. szeptember 15. –) tanár, festőművész.

## Élete
„1943. szeptember 15-én Szigetváron születtem a család második gyermekeként. Édesanyánk hamarosan meghalt. Apám nehéz kétkezi munkával teremtette elő a megélhetésünkhöz, taníttatásunkhoz szükséges anyagiakat. Eszmélésem óta becsülöm a munkát, a tudást, a tisztességes emberi magatartást. Mindig erre is törekedtem. Általános és középiskoláimat Zalaegerszegen végeztem. A város minden újra, értékesre nyitott, őszinte légköre alapvetően meghatározta jellememet. Érdeklődésem sokrétű volt. A kulturális élet területe vonzott, ehhez kötődően sokféle dolgot tevékenyen műveltem, de családom anyagi lehetőségét felmérve a tanári pálya mellett döntöttem. 1965-ben végeztem a pécsi Tanárképző Főiskola magyar-orosz-rajz szakán. Ezévben kötöttem házasságot Miklosovits Lászlóval, akiben valódi társra találtam. 1967-ben költöztünk Albertirsára, ahol jelenleg is élünk, dolgozunk. 1973-ban született Máté nevű gyermekünk. Vele így most már hárman állunk kiegyensúlyozott, de örök küzdelemben a világgal, a világért s önmagunkért. Hiszem, hogy mindegy mit csinál az ember: ír, rajzol, szőnyeget sző, tanít vagy gyermeket nevel, úgy tegye, hogy másoknak is öröme teljen benne.”

## Kiállításai

### Csoportos kiállítások[1]
- Albertirsai képzőművészek kiállításai (1968, 1969, 1976, 1978, 1980)
- Pedagógus Képzőművészek Tárlata, Dabas (1972)
- Abonyi Őszi Tárlat, Abony (1969)
- Művészeti Szemle, Nagykáta (1969)
- Dél-Pest megyei Képzőművészek Tárlata, Abony; Cegléd; Albertirsa (1970)
- Dél-Pest megyei Képzőművészek Tárlata, Nagykőrös; Tápiószentmárton (1972)
- Nagy István Csoport kiállításai:
  - Dabas; Monor; Ráckeve (1970)
  - Eötvös Klub, Budapest; Monor; Tóalmás (1971)
  - Győr (1972)
  - Cegléd; Dabas(1975)
  - Gyömrő (1976)
  - Szigetszentmiklós (1977)
  - Cegléd, Nagykőrös (1983)
- Pest megyei Képzőművészek Tárlata, Omszk (Oroszország) (1976)

### Egyéni kiállítások[1]
- Külkereskedelmi Főiskola, Budapest (1971)
- Művelődési Ház, Nagykőrös (1973)
- Könyvtár, Albertirsa (1974)
- Közgazdasági Szakközépiskola, Cegléd(1976)

## Egyéb munkái
Klio irodalmi blogja http://klio.blog.hu - kidolgozott érettségi tételek gyűjteménye[forrás?]